# Balakovo
Balakovo (russisk: Балаково, tr. Balakovo) er en by i Saratov oblast i Volgas føderale distrikt i Den Russiske Føderation. Balakovo er administrativt center i Balakovskij rajon, og med sine 181.724 (2024) indbyggere, den tredje folkerigeste by i oblasten, efter Saratov (838.042 (2020)) og Engels (222.685 (2024)).

## Geografi
Byen ligger på venstre bred af Volga, der her er opdæmmet og danner Saratovreservoiret. Afstanden til Moskva er omkring 1.000 km mod nordvest og 176 km mod sydvest til Saratov. De nærmeste byer er i øvrigt Volsk (64.315 indb., 50 km mod vest) og Syzran, Samara oblast (174.559 indb., 165 km mod nordøst) samt Pugatjov (41.286 indb., 85 km mod øst).

### Klima
| J F M A M J J A S O N D 48 −8 −15 33 −7 −15 30 −1 −8 35 13 3 32 22 10 53 27 14 51 28 17 43 27 15 44 20 9 40 10 2 55 1 −5 55 −4 −10 Gennemsnitlige max. og min. temperaturer i °C Nedbørsmængde i mm Kilde: Balakovo, climate-data.org |           |          |         |          |          |          |          |         |         |         |           |
| J | F         | M        | A       | M        | J        | J        | A        | S       | O       | N       | D         |
| 48 −8 −15 | 33 −7 −15 | 30 −1 −8 | 35 13 3 | 32 22 10 | 53 27 14 | 51 28 17 | 43 27 15 | 44 20 9 | 40 10 2 | 55 1 −5 | 55 −4 −10 |
| Gennemsnitlige max. og min. temperaturer i °C |           |          |         |          |          |          |          |         |         |         |           |
| Nedbørsmængde i mm |           |          |         |          |          |          |          |         |         |         |           |
| Kilde: Balakovo, climate-data.org |           |          |         |          |          |          |          |         |         |         |           |

| J                                             | F         | M        | A       | M        | J        | J        | A        | S       | O       | N       | D         |
| 48 −8 −15                                     | 33 −7 −15 | 30 −1 −8 | 35 13 3 | 32 22 10 | 53 27 14 | 51 28 17 | 43 27 15 | 44 20 9 | 40 10 2 | 55 1 −5 | 55 −4 −10 |
| Gennemsnitlige max. og min. temperaturer i °C |           |          |         |          |          |          |          |         |         |         |           |
| Nedbørsmængde i mm                            |           |          |         |          |          |          |          |         |         |         |           |
| Kilde: Balakovo, climate-data.org             |           |          |         |          |          |          |          |         |         |         |           |

Balakovo har tempereret fastlandsklima med moderat kolde vintre og kun lidt sne. Et kort tørt forår, varme og tørre somre. Fastlandsklimaet er mildnet på grund af nærheden til floden Volga. I de seneste år har klimaet haft tendens til at blive varmere om vinteren specielt i løbet af marts. Nedbøren falder ujævnt. Vinter og forår er karakteriseret ved lidt nedbør, men skydækket i denne periode er kraftigere end på noget andet tidspunkt af året. Om sommeren og efteråret er der oftere nedbør og styrtregn, der medvirker til bortskylning af de øverste lag muld og skabelsen af erosionskløfter, kan forekomme.
Den koldeste måned er januar med en gennemsnitstemperatur på -11,3 °C. Den varmeste måned er juli med en gennemsnitstemperatur på 22.4 °C. Den gennemsnitlige årlige nedbør er 519 mm.

## Historie
Balakowo blev grundlagt i 1762  i forbindelse med genbosættelsen af de gammeltroende, på initiativ af af Zarina Katharina II. I 1913 fik Balakovo bystatus. I 1960'erne udvikledes en omfattende kemisk industri i Balakovo. Byen voksede stærkt i årene 1967-70 i forbindelse med opførelsen af Saratovskaja vandkraftværk på Volgafloden.
På grund af den dårlige økonomiske situation modtog byen subsidier fra den russiske stat til at bygge sin egen lufthavn (Balakovo-Syd), der skulle være større end lufthavnen i oblasthovedsædet Saratov. Imidlertid tog pengene slut under byggearbejdet, hvilket efterlod lufthavnen meget mindre end oprindeligt planlagt.[kilde mangler]

### Befolkningsudvikling
| År   | Indbyggere |
| ---- | ---------- |
| 1939 | 23.179     |
| 1959 | 36.428     |
| 1970 | 103.495    |
| 1979 | 151.560    |
| 1989 | 197.391    |
| 2002 | 200.470    |
| 2010 | 199.690    |

Note: Data fra folketællinger

## Uddannelsesinstitutioner
- Gren af Saratov statslige juraakademi.
- Gren af Saratov polytekniske institut
- Institut for teknologi, teknologi og kontrol fra Saratov statslige tekniske universitet

## Atomkraftværk
I Balakovo ligger Balakovo atomkraftværk der ejes af firmaet Rosenergoatom med fire trykvandsreaktorer, opstillet i 1986, 1988, 1989, 1993, med en nettokapacitet på 950 MW pr. reaktor.[kilde mangler]
Balakowo NPP, sammen med RWE NUKEM, begyndte i 1994 at opføre et affaldsbehandlingscenter. På grund af finanskrisen i Rusland blev arbejdet dog suspenderet i længere tid, indtil det blev genoptaget i midten af 2000. Affaldsbehandlingscentret er nu overdraget og vil i den nærmeste fremtid komme til behandle atomaffald.[kilde mangler]